# Hindelbank
Hindelbank là một đô thị ở huyện Burgdorf trong bang Bern ở Thụy Sĩ. Đô thị này có diện tích 9,70 km², dân số tháng 12 năm 2020 là 2638 người.

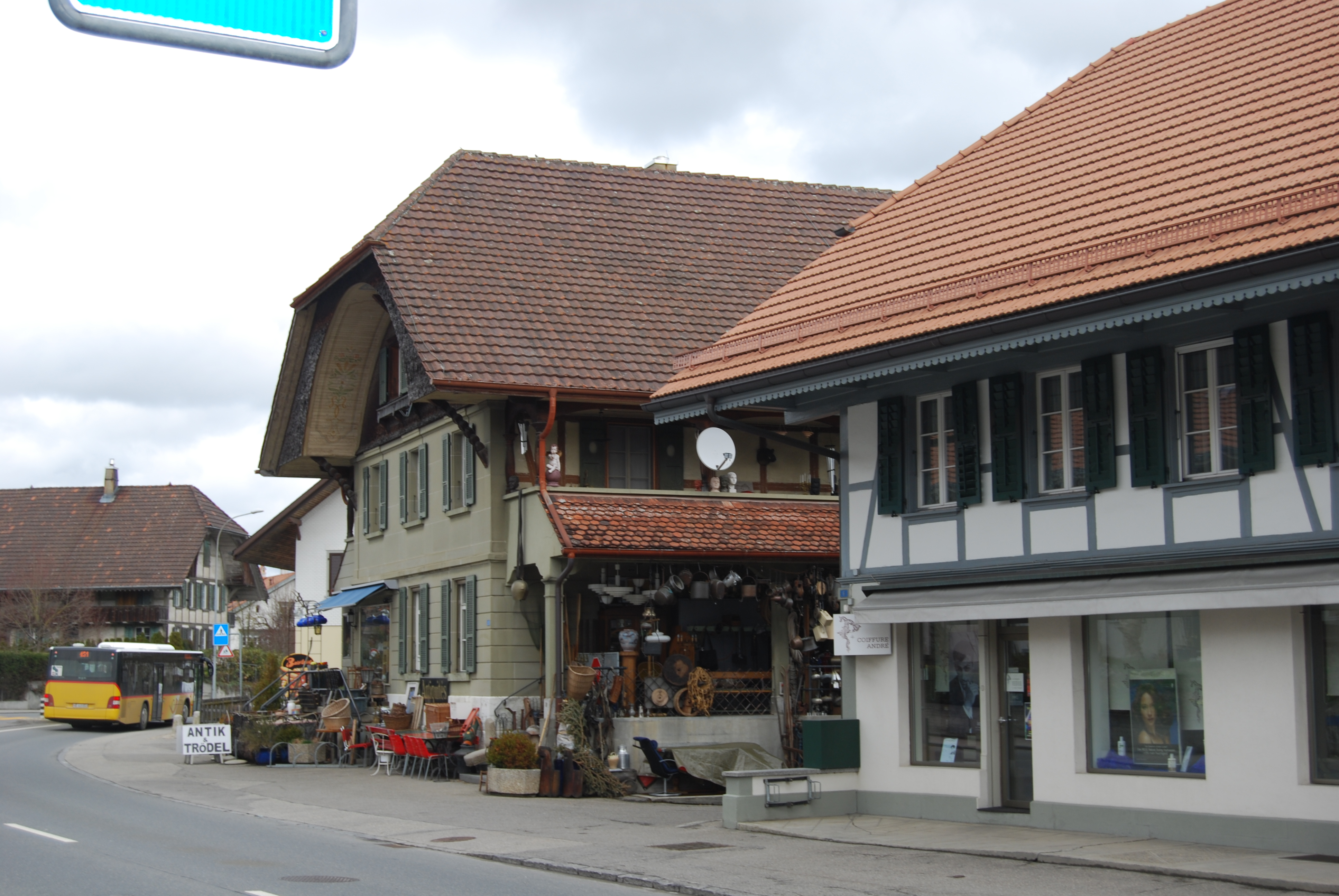
Hindelbank